# Большаков, Николай Иванович
Никола́й Ива́нович Большако́в (Артамо́нов-Большако́в) (1872 — 2 (15) января 1910) — российский журналист, писатель, издатель-редактор, черносотенец, один из учредителей Союза русского народа; после смерти, в 1912 году, Святейшим синодом объявлен сектантом-иоаннитом.

## Биография
Большакова — уроженец Смоленской губернии, крестьянин, пешком из своей деревни прибыл в Санкт-Петербург. 12-летний мальчик, самоучкой обучившейся грамоте, поступил слугою в «Восточные бани» (бани Петровых), где и прослужил 26 лет. Чувство глубокого поклонения и почитания  Иоанна Кронштадтского началось у Большакова после того, как его жена, страдающая неизлечимой болезнью, получила по молитвам пастыря чудесное исцеление. Попав в кружок почитателей Порфирии Киселевой, Большаков уклонился на путь иоаннитской пропаганды и завял видное место в секте как главный апологет иоаннитства. 
Известен прежде всего как один из учредителей в 1905 году, вместе с Иоанном Кронштадтским и другими лицами, монархического, черносотенного, антисемитского Союза Русского Народа, а также как редактор-издатель крайне правой, черносотенной газеты иоаннитов «Гроза». Помимо этого Большаков известен как редактор-издатель журналов «Кронштадтский маяк», «Свет России». Периодические издания, редактором которых был Большаков, в 1912 году Синодом объявлены сектантскими. Большаков автор обширной монографии об Иоанне Кронштадтском «Источник живой воды» (1909), духовным чадом которого он был; книга была дополнена и издана в 1910 году, последнее издание было переиздано в 1999 году по благословению митрополита Санкт-Петербургского и Ладожского Иоанна и в 2000 году. Николай Иванович Большаков являлся иоаннитом, уже после смерти Большакова иоанниты Синодом были названы сектантами. В секте Большаков получил имя «Енох». Большаков был во главе стройной организации книгонош, которая занималась распространением литературы иоаннитов; к концу 1908 года под его руководством 618 книгонош продавили книги в 45 губерниях. Большаков принял самое активное участие в запрете постановки пьесы В. В. Протопопова «Чёрные вороны», которая по его мнению порочила Иоанна Кронштадтского и иоаннитов. В частности он писал от имени редакции журнала «Кронштадтский маяк» черносотенцу епископу Гермогену (Долганёву), после того как последний выступил за запрещение пьесы:
Мы истинные почитатели великого пастыря отца Иоанна Кронштадтского во главе с издателем-редактором журнала «Кронштадтский маяк», Николаем Ивановичем Большаковым, — все те почитатели, которая современная жидовская печать называет «сектантами» не имеем возможности выразить точно чувства благодарности за Вашу истинную пастырскую ревность.
4 ноября 1909 года 27 наиболее видных руководителей иоаннитов, в том числе Большаков, М. Уткин, Пустошкин, обратились к Санкт-Петербургскому митрополиту Антонию (Вадковскому) с прошением, в котором они отрицали свою принадлежность к какой-либо секте и назвали подозрения их в хлыстовстве несправедливыми и жестокими. Издание газеты иоаннитов «Грозы» в ноябре 1909 года по цензурным соображениям властями приостановлено.
Умер скоропостижно 2 (15) января 1910 года, придя домой из бани, от разрыва сердца. Иоанниты торжественно похоронили его на Митрофаниевском кладбище. Крики, плачь, пение и причитания сопровождали погребальную процессию. «Помолись за нас грешных!.. Заступись!..» кричали иоанниты. »Ушел в рай»... Горе нам!..» причитали иоаннитки. Прощаясь с Большаковым, иоанниты клали в гроб портреты Иоанна Кронштадтского. На гроб был посыпан песок, привезенный из Ораниенбаума, с могилы Порфирии Киселевой, и с могилы Иоанна Кронштадтского, а также брошено много венчиков. 
Новым издателем газеты «Гроза» после него стал Жеденов.

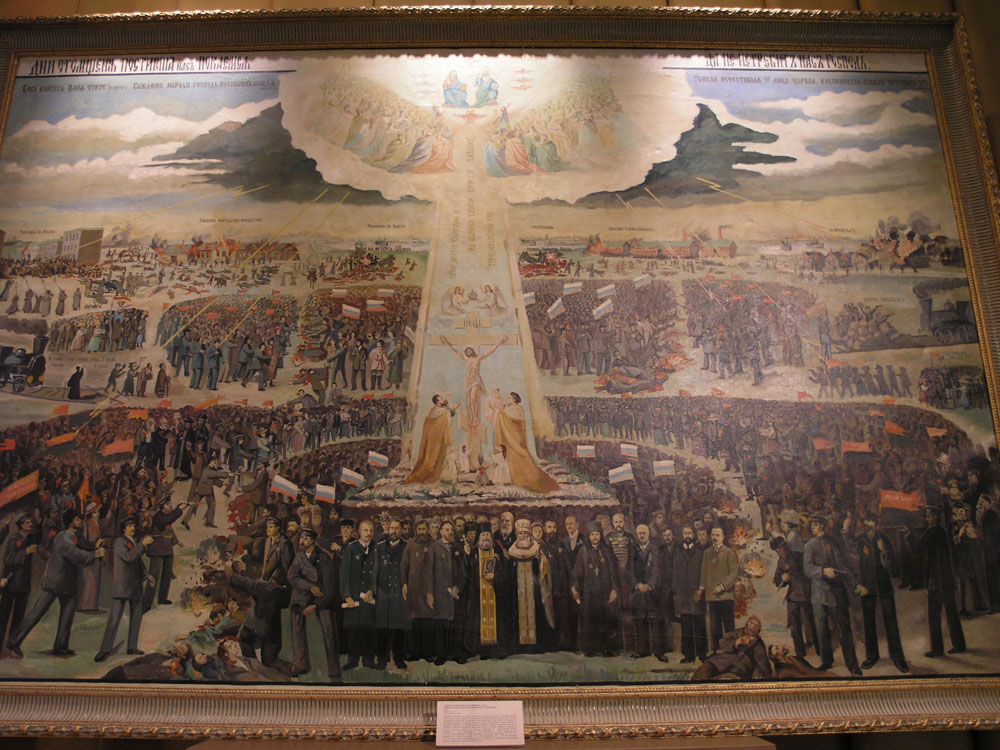
Картина «Дни отмщения постигоша нас... покаемся да не истребит нас Господь», 1905 или 1906 или 1907 год. Художник — неизвестен (предположительно — Майков, Аполлон Аполлонович, его изображение присутствует на картине). Государственный музей истории религии. На самой картине, по видимому рукой автора, сделана следующая надпись: «Ныне по примеру ангелов защищают Царскую власть от бесов главные учредители Союза Русского Народа: 1 — игумен Арсений; 2 — протоиерей Иоанн Сергиев; 3 — А. И. Дубровин; 4 — И. И. Баранов; 5 — В. М. Пуришкевич; 6 — Н. Н. Ознобишин; 7 — В. А. Грингмут; 8 — князь Щербатов; 9 — П. Ф. Булацель; 10 — Р. В. Трегубов; 11 — Н. Н. Жеденов; 12 — Н. И. Большаков; 13 — о. Илиодор. В священных книгах сказано, что, когда люди уклонялись в идолопоклонство, Бог истреблял их».

В 1912 году Святейший Синод, принимая во внимание угрожающий для мира Церкви характер пропаганды «иоаннитов», впредь распорядился именовать в официальных церковных актах и в миссионерской полемике с ними «хлыстами киселевского толка» или просто «хлыстами-киселевцами», журнал «Кронштадтский Маяк» с приложениями к нему и изданные редакцией названного журнала, особенно за подписями Н. И. Большакова и В. Ф. Пустошкина, брошюры: «Правда о секте иоаннитов», «Как нужно жить, чтобы богатому быть и чисто ходить», «Прошло красное лето, а в саду ничего нет», «Голос истинной свободы», «К свободе призвал нас Господь», «Ключ Разумения», «XX век — о кончине мира и Страшный суд», «Той земли не устоять, где начнут уставы ломать» или «Церковь Христова в опасности», «XX век — отчего разрушались царства», «Еще днем закатится солнце», «IV Всероссийский миссионерский съезд и современные ревнители православия», «Подражайте в вере Божьей о. Иоанну Кронштадтскому», «Мысли последователей о. Иоанна Кронштадтского», «Наши стражи благочестия», «Суд иоаннитов» и все другие брошюры, проводящие те же взгляды, а равно кощунственный «акафист» И. А. Пономарева предать осуждению, как содержащие в себе и защищающие кощунственное, богохульное и еретическое учение секты хлыстов киселевского толка.

## Сочинения
- В защиту отца Иоанна Кронштадтского. — Санкт-Петербург : И. Генералов, 1905. — 13 с. ;
- Правда о секте иоаннитов : Взгляд рус. народа на о. Иоанна Кронштадтского : Беседа В. Ф. Пустошкина с Н. И. Большаковым / [Н. И. Артамонов-Большаков]. — Санкт-Петербург : тип. М. Михайловой, 1906. — 71 с
- Золотой век, или Счастливые минуты : [Проповеди]. № 1-4 / [Николай Большаков]. — [Санкт-Петербург] : тип. М. Михайловой, [1906]. — 4 листовки ;
- Вера и власть. — [Санкт-Петербург, 1906]. — [1] с
- XX век. О кончине мира и страшный суд / Собрал Н. Большаков. — Санкт-Петербург : ред. журн. «Кронштадт. маяк», 1907. — 39 с
- Истинное православие в Синедрионе XX века, или на миссионерском съезде в Киеве / [Николай Большаков]. — Санкт-Петербург : Ред. журн. «Кронштадт. маяк», 1908. — 31 с
- Наши стражи благочестия. — Санкт-Петербург : Ред. журн. «Кронштадт. маяк», 1908. — 16 с. ;
- Ложная защитница православия и «Черные вороны» : (Подроб. и полез. для зрителей разъяснение причины постановки пьесы В. В. Протопопова) / Н. Большаков. Вып. 1. — Санкт-Петербург : ред. журн. «Кронштадт. маяк», 1908. — 16 с
- Сборник стихов в разное время посвященных настоятелю Кронштадтского Андреевского собора митрофорному протоиерею о. Иоанну Ильичу Сергиеву / Собрал Н. Большаков. — Санкт-Петербург : тип. М. Михайловой, 1907. — 32 с. : портр. ;
  - Сборник стихов в разное время посвященных настоятелю Кронштадтского Андреевского собора митрофорному протоиерею о. Иоанну Ильичу Сергиеву / Сост. Н. И. Большаков. — Санкт-Петербург : тип. М. Михайловой, 1908. — 48 с.
- Сборник духовных стихов / Сост. Н. Большаков. — Санкт-Петербург : Ред. журн. «Кронштадт. маяк», 1907. — 31 с. ;
- Сборник духовных стихотворений посвященных в честь Богоматери. — Санкт-Петербург, 1908. — 48 с;
- Ключ разумения : Разъяснение Св. Апокалипсиса и его распорядка. Начало и конец о семи печатях и о семи трубах : Продолж. книги: «XX век. О кончине мира и о страшном суде». Ч. 1-. — Санкт-Петербург : ред. журн. «Кронштадтский маяк», 1908
- Письма редактора-издателя журнала «Кронштадтский маяк» и «Свет России» Николая Ивановича Большакова [архиепископу Антонию]. — Санкт-Петербург : ред. журн. «Кронштадт. маяк», 1908. — 32 с. ;
- Святой Николай, Мирликийский чудотворец : Его жизнь и чудеса / Сост. Н. И. Большаков. — Санкт-Петербург : Ред. журн. «Кронштадт. маяк», 1908. — 32 с. : ил. ;
- Сборник духовных стихотворений, посвященных в честь Спасителя / Сост. Н. И. Артамонов-Большаков. — Санкт-Петербург : Отеч. тип., 1908. — 64 с. ;
- «Российская слава» : Прот. о. Иоанн Ильич Сергиев (Кронштадтский) / Сост. Н. И. Большаков. — Санкт-Петербург : Ред. журн. «Кронштадт. маяк», 1908. — 88 с. : ил., портр. ;
- Ключ разумения : Разъяснение Св. Апокалипсиса и его распорядка. Начало и конец о семи печатях и о семи трубах Продолж. книги: «XX век. О кончине мира и о страшном суде». Ч. 1-. Ч. 1 1908
- Ключ разумения : Разъяснение Св. Апокалипсиса и его распорядка. Начало и конец о семи печатях и о семи трубах Продолж. книги: «XX век. О кончине мира и о страшном суде». Ч. 1-. Ч. 2 1908
- Источник живой воды. О. Иоанн Ильич Сергиев (Кронштадтский) / автор Николай Иванович Большаков. — Санкт-Петербург : Изд. авт., 1909 (Печ. Графического института Э. П. Лукшевица). — III, 416 с. : ил., портр., факс.;
  - Источник живой воды: Описание жизни и деятельности о. Иоанна Кронштадтского. — Санкт-Петербург: тип. «Граф. ин-т» гр. Лукшевиц, 1910. — 2, 856 с. : ил →
  - Источник живой воды : Жизнеописание святого праведного отца Иоанна Кронштадтского / Сост. Н. И. Большаковым. — [Репринт. изд.]. — СПб. : Царское дело, 1995. — 855 с. : ил.; 21 см. — (Серия «Духовное возрождение Отечества»).; ISBN 5-7624-0007-7 (В пер.) : Б. ц.
  - Источник живой воды : Жизнеописание святого праведного отца Иоанна Кронштадтского / Сост. Н. И. Большаковым. — [Репр. изд.]. — СПб. : Царское дело, 1997. — 855 с. : ил.; 22 см. — (Серия «Духовное возрождение Отечества»).; ISBN 5-7624-0007-7 (В пер.) : Б. ц.
  - Источник живой воды : Жизнеописание святого праведного отца Иоанна Кронштадтского / Сост. Н. И. Большаковым. — Репр. изд. — СПб. : Царское дело, 1999. — 855 с., [1] л. портр. — (Духовное возрождение Отечества : Серия).; ISBN 5-7624-0046-8